# Das Rätsel des Master Lu
Das Rätsel des Master Lu, im englischen Original Ripley's Believe It or Not! The Riddle of Master Lu, ist ein 1995 entwickeltes Point-and-Click-Adventure von Sanctuary Woods. Es basiert auf der Comic- und Rundfunkreihe Ripley’s Believe It or Not! des US-amerikanischen Comiczeichners und Weltreisenden Robert Ripley.

## Handlung
New York, 1936. Während sich in Europa Nazideutschland nahezu auf dem Höhepunkt seiner Macht befindet, bereist der Gentleman-Abenteurer Robert Ripley die Welt auf der Suche nach ungewöhnlichen Reliquien für sein Kuriositätenkabinett.
Durch eine Verkettung von Zufällen und die verwandtschaftlichen Verhältnisse seiner chinesischen Lebensgefährtin Mei Chen gelangt Ripley in den Besitz von Hinweisen über den mysteriösen Master Lu. Lu war der hochintelligente Gelehrte des ersten chinesischen Kaisers Qin Shihuangdi, eines von Gigantomanie getriebenen Monarchen, und bereiste für seinen Lehnsherren jahrelang die Welt auf der Suche nach Wissen, Machtinstrumenten und fremden Kulturen. Unter anderem forschte Lu etliche Jahre nach dem Elixier des Lebens, einer Tinktur, welches einem Menschen – in diesem Fall dem vom Überlebenswillen gepackten Kaiser – die Unsterblichkeit verleihen soll. Dieses soll in Qin Shihuangdis geheimen Mausoleum versteckt sein – zusammen mit dem kaiserlichen Siegel in Form eines gewaltigen Edelsteins, das für das Reich der Mitte große Symbolkraft besitzt.
Ripley macht sich mit Mei Chen auf den Weg, da Lu seine Schriften, die den Weg zum Grabmal weisen, erstens verschlüsselt und zweitens überall auf dem Erdball versteckt hat. So reist Ripley auf der Suche nach den Schriften u. a. über Ägypten, die peruanischen Anden, Peking und den Himalaya bis zur Osterinsel. Zwischendurch stöbert er aber auch Kuriositäten für sein Museum auf – u. a. bei dem deutschen Jetsetter Baron von Seltsam in Danzig – und gerät in gefährliche Situationen mit den schlagfertigen asiatischen Handlangern eines noch unbekannten Gegners.
Schließlich finden Ripley und Mei Chen tatsächlich das Mausoleum in Zentralchina: einen imposanten Kuppelbau mit einer Miniaturausgabe des Kaiserreiches, durchzogen von Seen und Flüssen aus Quecksilber und voller Soldaten-, Untertanen- und Tierfiguren aus Terrakotta. Ripley gelangt, nachdem er sämtliche Todesfallen überlisten konnte, tatsächlich in den Besitz des Siegels – das Elixier ist nur ein Mythos. Doch er löst eine letzte Sicherungsmaßnahme aus, wodurch das Grab von Quecksilber überflutet und dadurch zerstört wird. Auf der Flucht aus dem einstürzenden Gemäuer trifft Ripley dann auch endlich seinen geheimnisvollen Gegner: es ist der Sohn von Baron von Seltsam, der das Siegel nutzen will, um die Völker im Fernen Osten zu vereinen und somit im bevorstehenden Weltkrieg eine eigene Streitmacht zu besitzen. Es gelingt ihm, den Sohn des Barons auszuschalten und gleichzeitig mit Mei Chen zu fliehen.
Ripley kehrt mit seiner Freundin in die Heimat zurück, als ihr Zeppelin von Kampfflugzeugen angegriffen wird. Das nächste Abenteuer beginnt …

### Charaktere
| Charakter            | Videodarsteller | Englischer Sprecher | Deutscher Sprecher | Rolle                   |
| -------------------- | --------------- | ------------------- | ------------------ | ----------------------- |
| Robert Ripley        | Phil Banton     | Garry Chalk         | Lutz Mackensy      | Spielercharakter        |
| Mei Chen             | Karen Yip       | Karen Yip           | Gabriele Libbach   | Ripleys Lebensgefährtin |
| Baron von Seltsam    | Graham Croft    | John Payne          | Thomas Lang        | Antagonist              |
| Shen Guo             | Gerald Wong     | Michael Donovan     | Veedee Papiri      |                         |
| Feng Li              | Tony Eng        | Michael Donovan     | Peter Weiß         |                         |
| Wolf                 | Ted Gaskell     | Michael Donovan     | Robert Missler     |                         |
| Samantha Twelvetrees | Tara Moss       | Saffron Henderson   | Marlies Dostal     |                         |
| Emilio Menendez      | Robbie Sheffman | Marke Driesschen    | Peter Weiß         |                         |
| Kuang                | Matthew Landers | Marke Driesschen    | Matthias Möbius    |                         |

## Produktionsnotizen
Das Spiel ist von ähnlicher Machart wie einige Adventures der Firma Wanadoo (zum Beispiel Vikings oder Crusader – Kreuzzüge), wobei reale Schauspieler in ihren Bewegungen und ihrer Mimik per Videokamera eingefangen und auf die gezeichnete Spieloberfläche projiziert werden. Als Spiel-Engine diente die M4-Engine, eine Weiterentwicklung des MicroProse Adventure Development System, das ursprüngliche vom US-Studio MicroProse entwickelt und dann an Sanctuary Woods verkauft worden war. Das Skript stammt von Hollywood-Drehbuchautor Lee Sheldon. Viele Elemente des Spieles beruhen auf Tatsachen:
- Robert Ripley gab es tatsächlich. Er war Weltenbummler und hatte eine bekannte und beliebte Radiosendung mit dem Titel Believe it or not im Rundfunk der 1930er Jahre in den USA. Er betrieb ebenfalls wie im Spiel ein Kuriositätenkabinett.
- Qin Shihuangdi ist eine historische Person und war der erste Kaiser von China, da er die Völker des Reiches vereinte.
- Das gewaltige kaiserliche Mausoleum Qin Shihuangdis wurde 1974 in der Nähe der alten Kaiserstadt Xi’an entdeckt. Es beherbergt eine riesige Terrakottaarmee, die vielfach als das achte Weltwunder angesehen wird. Im Grab gab es auch etliche Fallen, u. a. durch Quecksilber.
- Das so genannte Elixier des Lebens ist (ähnlich dem Stein der Weisen) ein mythologisches Element, dessen Existenz nicht nachgewiesen wurde. Die Suche nach dem Elixier des Lebens sowie nach dem (damals noch unentdeckten) Kaisergrab war auch das Kernthema des chinesischen Abenteuerfilms Der Krieger des Kaisers.

## Rezeption
Frank Heukemes von der Power Play vergab für die englischsprachige Version des Spiels 87 % und lobte vor allem die Präsentation in SVGA-Optik und mit Hilfe von qualitativ hochwertigen Videos, kritisierte jedoch die Steuerung. Petra Maueröder von der PC Games vergab eine Spielspaßwertung von 90 %:

„Wer's gespielt hat, wird mir beipflichten, wenn ich ohne Übertreibung sage: Solch ein gutes Adventure hat es seit Fate of Atlantis nicht mehr gegeben. Gehört in jeden gutsortierten Haushalt!“

Roland Austinat von der PC Player vergab insgesamt 80 %:

„Einmal in den Bann dieses Spiels geraten, kann man die Maus so schnell nicht wieder aus der Hand legen. Neben der spannenden Story wissen auch die hochauflösenden Grafiken und die gelungene Darstellung der Personen zu überzeugen. Aber auch rätseltechnisch kann sich Master Lu sehen lassen: knackige Puzzle lassen alle Adventure-Veteranen entzückt die Maus ergreifen und die Steuerung von Robert Ripley geht trotz der scheinbaren Begrenzung auf nur drei Icons leicht von der Hand.“

Weniger überzeugt zeigte sich Jeffery Adam Young von GameSpot, der nur 5,7 von 10 Punkten vergab:

“All said, Master Lu is a giant game with good intentions and a number of the ingredients that make a successful adventure, but its unforgiving interface ultimately led me to frustration, not recommendation.”

„Zusammengefasst ist Master Lu ein gigantisches Spiel mit guten Absichten und einer Reihe an Zutaten, die ein erfolgreiches Adventure ausmachen; aber seine unerbittliche Bedienoberfläche führten bei mir letztlich zu Frust, nicht zur Weiterempfehlung.“

Das Fachmagazin Adventure Gamers ordnete Das Rätsel des Master Lu 2011 in seiner Liste Top 100 All-Time Adventure Games auf Platz 95 ein.